# Hiromi Ōshima
Hiromi Ōshima (オオシマ・ヒロミ?, Ōshima Hiromi; Tokyo, 6 gennaio 1980) è una modella e attrice giapponese.
Nel giugno 2004 è stata la prima modella giapponese eletta come Playmate del mese di Playboy.

## Carriera
Oltre a essere Playmate del mese e ad apparire sul paginone centrale della celebre rivista, Hiromi Ōshima è apparsa anche in molti video di Playboy e ha posato per la rivista Playboy Special Editions e per due calendari sexy: nel 2005 fu scelta per accompagnare il mese di agosto, nel 2006 per il mese di luglio.
In veste di attrice, la Ōshima ha interpretato tre film, il più noto dei quali è La coniglietta di casa, diretto da Fred Wolf nel 2008, in cui interpreta sé stessa. È comparsa inoltre nel videoclip della canzone Shake Ya Tailfeather, di Nelly, in tre documentari inerenti Playboy e nella serie televisiva The Girls Next Door.

## Filmografia
- Playboy: The Ultimate Playmate Search (documentario) di Steve Silas (2003)
- Sexy Nude Coeds (documentario) di Bill Craig (2004)
- Playboy Video Playmate Calendar 2005 (documentario) di Scott Allen (2005)
- The Girls Next Door (serie TV, 1 episodio) (2008)
- Bachelor Party 2 - L'ultima tentazione (The Last Temptation) di James Ryan (2008)
- La coniglietta di casa (The House Bunny) di Fred Wolf (2008)
- Race to Witch Mountain di Andy Fickman (2009)